# Anthurium bushii
Anthurium bushii är en kallaväxtart som beskrevs av Thomas Bernard Croat. Anthurium bushii ingår i släktet Anthurium och familjen kallaväxter. Inga underarter finns listade.